# Пол Гилфойл
Пол Гилфойл (на английски: Paul Guilfoyle; роден на 28 април 1949 г.) е американски актьор. Известен е с ролята си на капитан Джим Брас в сериала „От местопрестъплението“.

## Частична филмография

### Филми
- „Патокът Хауърд“ (1986)
- „Ченгето от Бевърли Хилс II“ (1987)
- „Трима мъже и едно бебе“ (1987)
- „Уолстрийт“ (1987)
- „Автокъща“ (1990)
- „Последен анализ“ (1992)
- „Мисис Даутфайър“ (1993)
- „Стриптийз“ (1996)
- „Крайни мерки“ (1996)
- „Нощ се спуска над Манхатън“ (1996)
- „Откуп“ (1996)
- „Поверително от Ел Ей“ (1997)
- „Еър Форс Едно“ (1997)
- „Амистад“ (1997)
- „Парламентьорът“ (1998)
- „Някъде на запад“ (1999)
- „Иронии на съдбата“ (1999)
- „Спотлайт“ (2015)

### Телевизия
- „Маями Вайс“ (1987 – 1989)
- „Закон и ред“ (1990)
- „Сентръл Парк Уест“ (1996)
- „Али Макбийл“ (1998)
- „Сега и завинаги“ (1998)
- „От местопрестъплението“ (2000 – 2015)
- „Лигата на справедливостта без граници“ (2005)
- „Добрата битка“ (2017)